# SOS (LOST)
『SOS』（Pilot (Part 2)）は日本においての『LOST』シーズン1の第2話の題名である。監督はJ・J・エイブラムス。
本国アメリカでは2004年9月29日に放送された。
メインキャラクターはケイト、チャーリー。

## あらすじ
ジャック、ケイト、チャーリーは海岸へ戻る。ケイトはチャーリーに、トイレで何をしていたのか尋ねる。チャーリーは、臆病になってトイレに隠れてしまったと言う。しかし、フラッシュバックで、チャーリーがトイレの中で薬物を使っており、薬物を捨てることを試みたが、飛行機の突然の揺れによってかなわなかったことが明らかになる。
島の中で、愛犬ビンセントを捜している時、ウォルトは1つの手錠を発見する。ウォルトがマイケルに手錠を見せた後、ソーヤーが、サイードが飛行機を爆破したイラクのテロリストだと主張する。二人のケンカはすぐに、マイケルと帰ってきたジャックによって止められる。サイードはどうにかトランシーバーを修理するが、それは信号を発せられず、電池残量も限られていた。サイードは湾岸戦争中のイラク共和国防衛軍との通信士官だったことをハーリーに明らかにする。悲しい表情で手紙を読んでいるソーヤーは、高所に行き、信号を得るために、トランシーバーを持って、サイード、ケイト、チャーリー、シャノン、ブーンと行くこと決断する。途中で彼らは、北極グマによって攻撃される。ソーヤーはそれを撃ち殺す。銃を持っていることを尋ねられたソーヤーは、警察官の身体から銃を得たことを説明する。サイードは警察官の囚人だったのはソーヤーではないかと非難する。ケイトはソーヤーから銃を受け取る。サイードは、銃の取り扱い方を彼女に教える。ここで、ソーヤーは、他の生存者から嫌われるようになる。 
海岸に戻ると、警察官は手当て中に起きて、ジャックに「彼女はどこだ？」と尋ねる。サイードがトランシーバーをつけると、信号を受信する。しかし、それは、16年以上の間繰り返されているフランス語の送信によって邪魔されている。シャノンはそれを翻訳する、「私は今、島に一人だけです。誰か来てください。他の人は死にました。アレが仲間を殺しました」。意味深な表情でみなが顔を見合った後、チャーリーは、自分たちはどこにいるのか、と疑問を口にする。

## フラッシュバック
ジャックが飛行機で席を立つと、慌てて歩いてきたチャーリーがジャックにぶつかり、謝って通り過ぎて行く。彼を追って数人の乗務員が歩いてくるが、チャーリーはトイレにこもり靴の中から出したヘロインを服用し、飛行機が揺れた後、トイレから出て席に戻っていった。
ケイトは、警察官(ジャックが海岸上で世話をした人)に話しかけている。飛行機では、ケイトが、ウォルトがジャングルで見つけた手錠を着けていたことが明かされる。飛行機の揺れの中で、警察官は落ちてきたスーツケースに頭を打たれて気絶する。ケイトは、彼女は自分と警察官に酸素マスクをつける。そして、815便の後部座席が飛んでいく。